# Marais d'Okefenokee
Les marais d'Okefenokee (en anglais : Okefenokee Swamps - prononcer les « e » en [i]) est un marécage rempli d'une tourbe peu profonde, de 438 000 acres (1600 km²) s'étendant sur les deux États américains de Géorgie et de la Floride. Une grande partie du marais est protégée par le refuge faunique national Okefenokee et le Okefenokee Wilderness (en).

## Situation et histoire

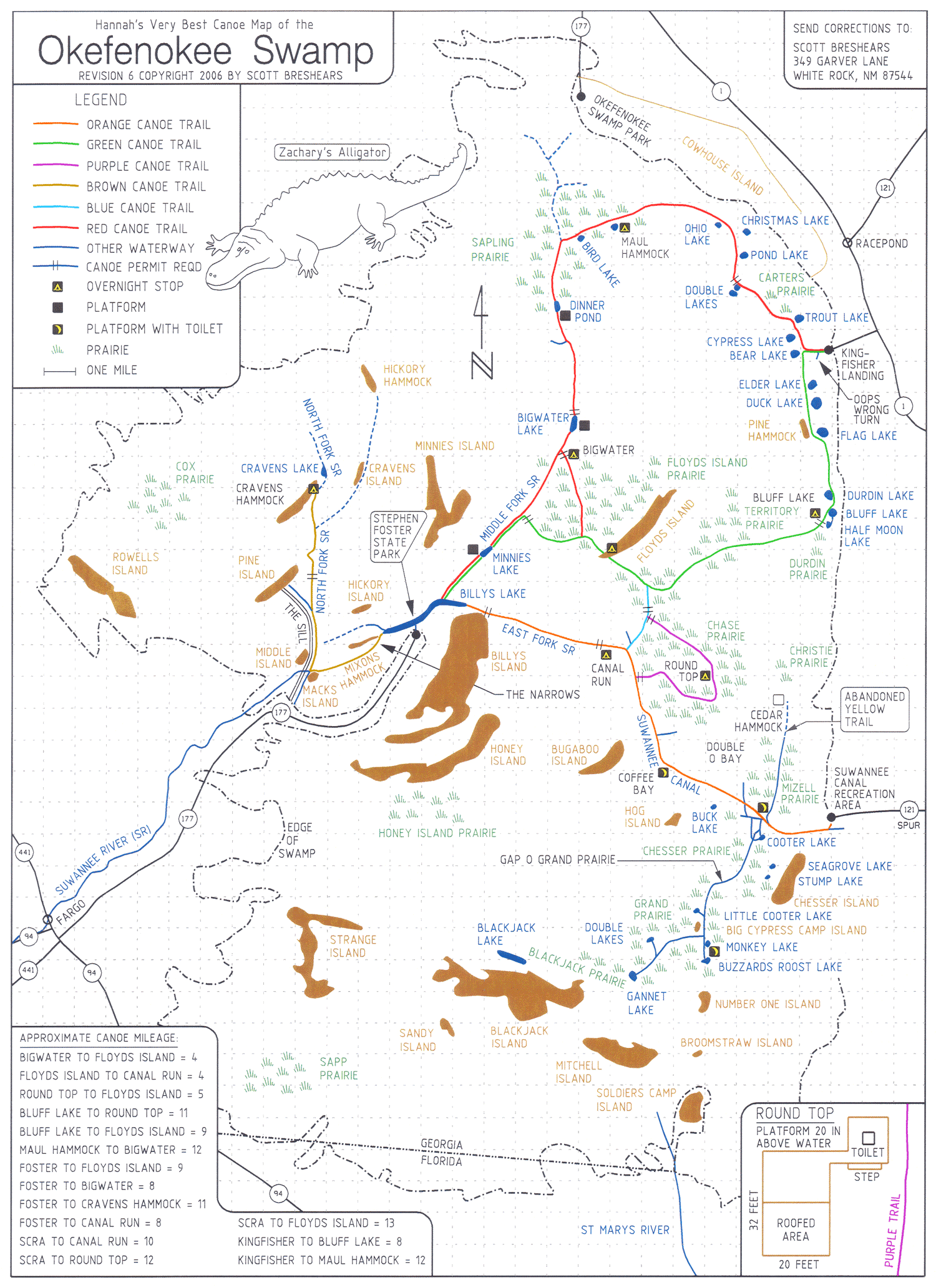
Plan du marais d'Okefenokee.

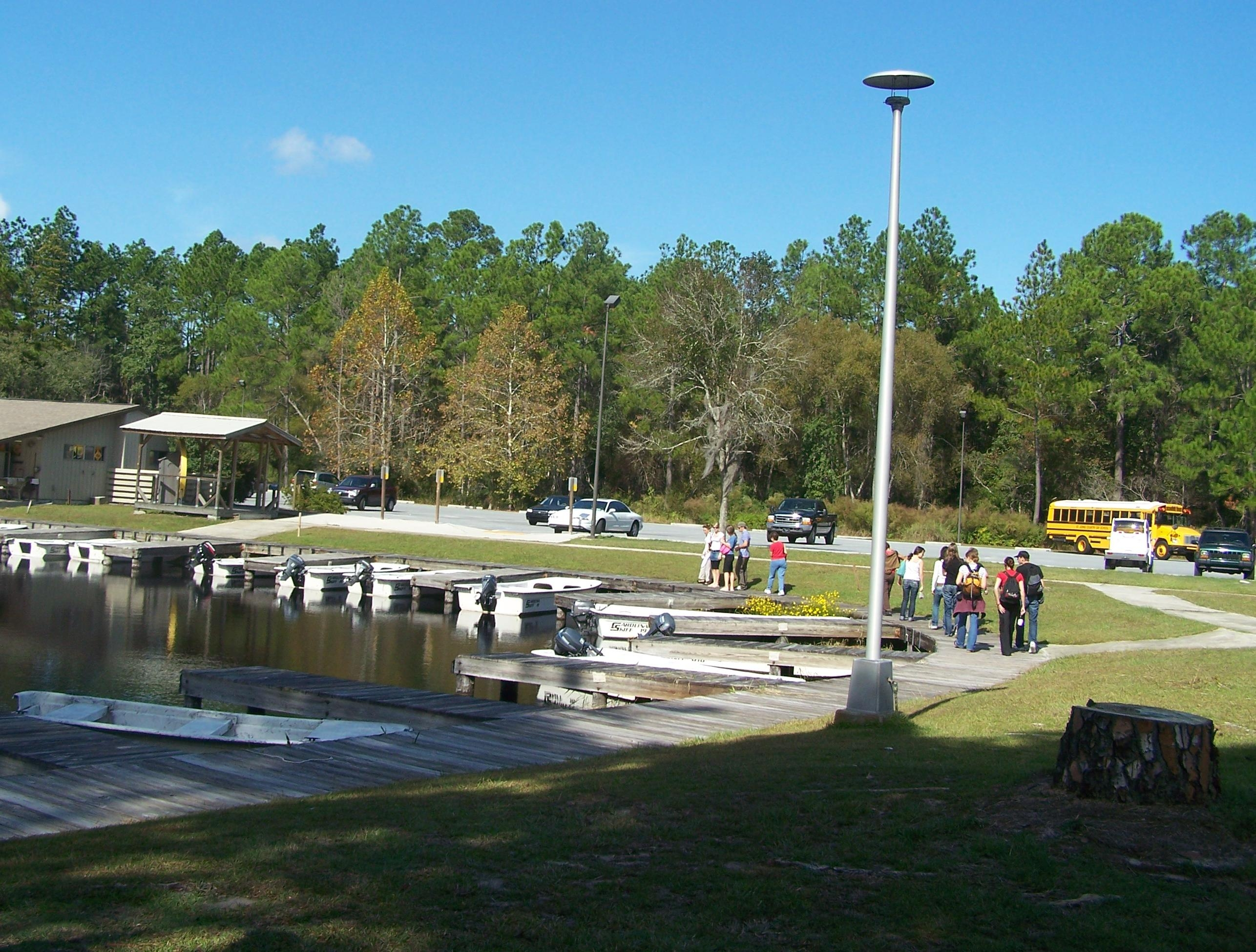
L'entrée du refuge national d'Okefenokee.

Ce marais est le plus grand marais de tourbe d'« eau noire » d'Amérique du Nord. Son nom signifie la « terre qui  tremble » dans la langue des Indiens d'Amérique[précision nécessaire], en référence à ses marais spongieux. Celui-ci fut formé au cours des 6500 dernières années par l'accumulation de la tourbe dans un bassin peu profond sur le bord d'une ancienne lande côtière atlantique, la relique géologique d'un estuaire pléistocène. Le marais est encadré par le Trail Ridge, une bande de terre élevée, considérée comme ayant été formée comme des dunes côtières ou une barrière d'îles. Les fleuves Saint Marys et Suwannee proviennent toutes deux du marais. Le Suwannee commence dès le cœur du marais d'Okefenokee sous forme de courant marin et draine au moins 90 % de la ligne de partage du marais vers le Golfe du Mexique, plus au sud-ouest. Le fleuve Saint Marys, qui draine seulement 5 à 10 % de l'extrémité sud-est du marais, circule le long du côté ouest du Trail Ridge, puis le traverse avant de tourner à l'est, vers l'océan Atlantique. Le canal de Suwanee fut creusé à travers le marais vers la fin du XIXe siècle dans une vaine tentative de drainer les eaux d'Okefenokee. Après la faillite de la compagnie, la majeure partie du marais fut rachetée par la famille Hebard de Philadelphie, qui conduisit de coûteuses opérations de plantation de cyprès de 1909 à 1927. Plusieurs autres compagnies arboricoles ont également géré la mise en place de voies ferrées dans le marais jusqu'en 1942, dont les restes peuvent encore être vus aujourd'hui depuis les voies d'eau du marais. Du côté ouest du marais, sur l'île de Billy, certains équipements et d'autres objets des années 1920 rappellent le passé d'une ville de 600 habitants.
La majeure partie du marais d'Okefenokee est incluse dans les 403 000 acres (1 630 km2) du refuge faunique national Okefenokee.
Il y a quatre entrées ou atterrissages publics au marais : 
- Suwannee Canal Recreation Area  à Folkston (Géorgie)
- Kingfisher Landing à Race Pond (Géorgie)
- Stephen C. Foster State Park à Fargo (Géorgie)
- Suwannee Sill Recreation Area à Fargo (Géorgie)

En outre, une attraction privée, le Okefenokee Swamp Park, fournit un accès près de Waycross.

## Tourisme
De nombreux touristes visitent le Refuge National de la faune sauvage d'Okefenokee chaque année. Le marais fournit une ressource économique importante à l'État de Géorgie (du sud-est) et à celui de la Floride (du nord-est). Environ 400 000 personnes visitent le marais annuellement, avec beaucoup de visiteurs provenant d'endroits plus éloignés tels que l'Allemagne, le Royaume-Uni, la France, le Japon, la Chine et le Mexique. Les fournisseurs de service aux entrées de refuge et plusieurs fournisseurs locaux offrent des excursions guidées en bateaux à moteur, canoë ou kayak.

## L'opération minière de titane par DuPont
Une opération d'extraction de titane de 50 ans menée par la compagnie DuPont, était prévue pour 1997, mais des protestations et une opposition du public et du gouvernement quant aux effets probablement désastreux sur l'environnement entre 1996 et 2000 firent abandonner le projet en 2000 et la compagnie retirer leurs droits miniers pour toujours. En 2003, DuPont rendit les 16 000 acres (65 km2) qu'il avait achetés au fonds de conservation, et en 2005, presque 7 000 acres (28 km2) de ces terres furent retransférées au Refuge National de la faune sauvage d'Okefenokee.

## Vie sauvage

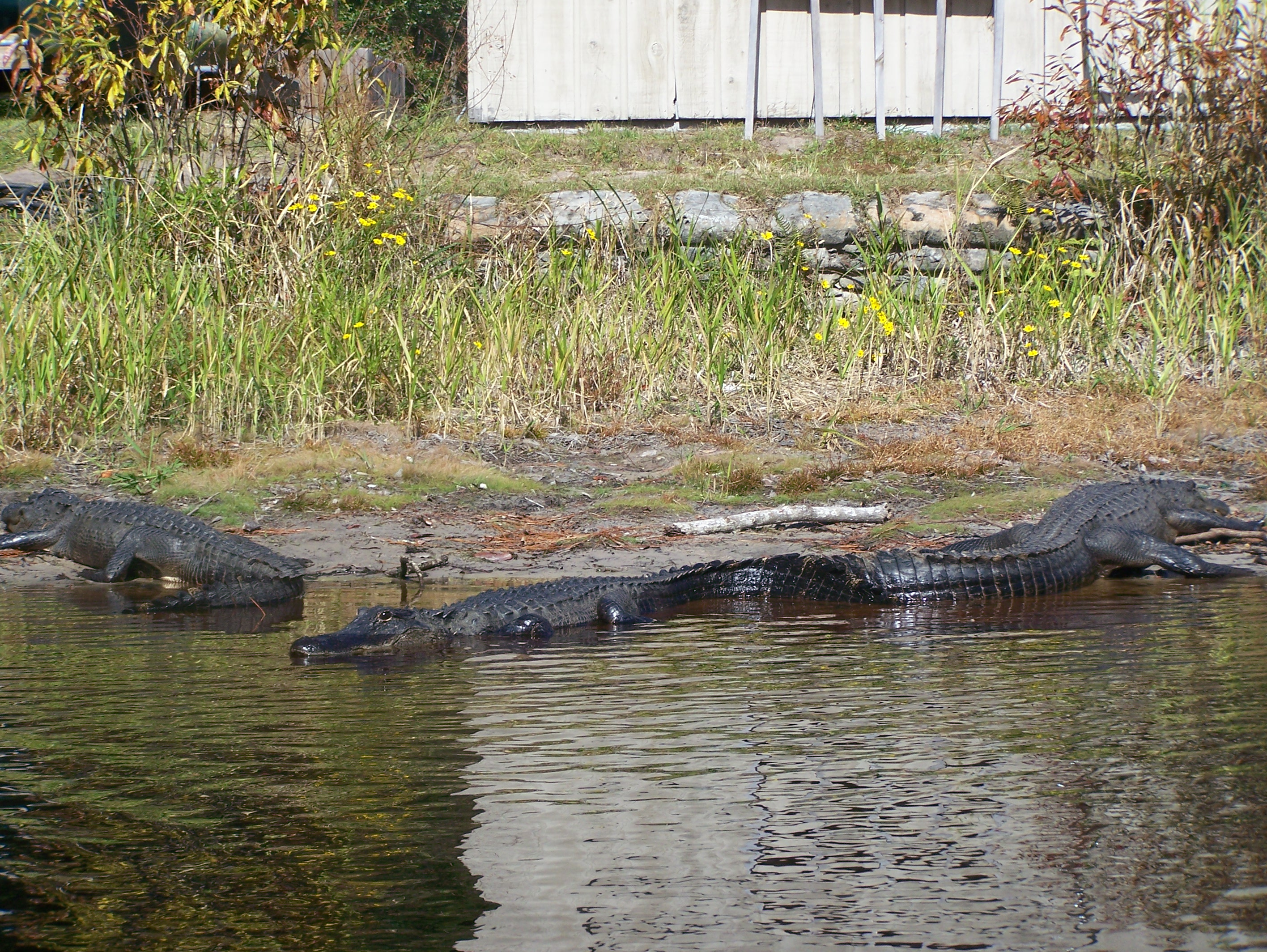
Alligators se reposant sur les rives des marais.

Le marais d'Okefenokee est le lieu de vie de beaucoup d'oiseaux marins, comme les hérons, les ibis ou les Gruidaes, bien que les populations évoluent en fonction des niveaux d'eau. Okefenokee est célèbre pour ses nombreux alligators américains et c'est un habitat critique pour l'ours noir de Floride.

## Dans la fiction
Les marais d'Okefenokee sont évoqués dans les chapitres 13 à 16 du roman Comment je suis devenu détective privé (1980), où les trois héros manquent d'être dévorés par des alligators.
Pogo est le titre et le personnage central d'un comic strip quotidien durable (1948-1975) créé par Walt Kelly. Situé dans les marais d'Okefenokee de l'État de Géorgie[source insuffisante]...
Les marais d'Okefenokee sont le cadre principal du roman le dragon des Fenstone, 48e aventure de Bob Morane, série de romans créée par Henri Vernes.